# Velódromo de Son Taiet
El Velódromo de Son Taiet (o de Can Massot) fue una instalación de ciclismo en pista al aire libre situada en el municipio español de Artá, en las Islas Baleares, existente entre 1926 y 1941. Fue la primera pista ciclista existente en la localidad. Fue sucedida más adelante por Sa Pista (1957-1963).

## Historia
La pista fue inaugurada el 17 de octubre de 1926. El acontecimiento más importante fue la celebración del Campeonato de Baleares de fondo en 1932, que además logró ganar el ídolo local Bartomeu Flaquer Carrió. Además acogió varios campeonatos para principiantes, entre muchas otras pruebas. Dejó de funcionar después de 1941.
En la pista perdió la vida el corredor Joan Aloy Frau el 9 de junio de 1929.

## Eventos
- Campeonato de Baleares de fondo: 1932.[2]